# Борбиев, Эркин Бейшеналиевич
Эрки́н Бейшенали́евич Борбиев (12 августа 1937, село Асылбаш, Киргизская ССР — 11 декабря 2014) — советский киргизский писатель и сценарист, Заслуженный деятель искусств Киргизской ССР (1982).

## Биография
Родился в семье учителя. В 1956 г. окончил киргизскую школу № 5 им. А. С. Пушкина во Фрунзе. В 1960—1963 гг. работал литсотрудником газеты «Эмгек данкы». В 1963 г. вступил в КПСС. В 1966 году окончил факультет журналистики Киргизского государственного университета; в 1973 году — Высшие режиссёрские курсы в Москве.
С 1963 г. — секретарь Калининского РК ЛКСМ Киргизии, затем инструктор, заведующий сектором, заведующий отделом ЦК ЛКСМ Киргизии. С 1973 г. — член Союза кинематографистов СССР, секретарь правления Союза кинематографистов Киргизии, с 1974 г. — инструктор ЦК КП Киргизии, с 1976 г. — заместитель председателя Союза кинематографистов Киргизии (Председателем являлся Айтматов Чингиз Торокулович).
С 1984 г. — член Союза писателей СССР. С 1988 г. — собственный корреспондент газеты «Советская культура» по Киргизии, заместитель руководителя управления Киргизского республиканского культурного фонда.
С 2000 года — доцент факультета журналистики Киргизского национального университета; профессор.

## Творчество
Статьи, очерки, рассказы публиковал с 1957 г. Первая книга «Мен жазды сагындым» («Я тоскую по весне») была опубликована в 1967 году. Перевёл на киргизский язык книгу Ю.Германа и С.Фарфеля «Этих дней не смолкнет слава!».
С 1984 года участвовал в подготовке русского издания эпоса «Манас».

### Избранные сочинения
на киргизском языке
- Мен жазды сагындым: Ангемелер жана повесть. — Фрунзе: Кыргызстан, 1967. — 148 б. (рус. Я тоскую по весне)
- Кайрадан саат тогузда: Ангемелер. — Фрунзе: Кыргызстан, 1978. — 92 б. (рус. Каждый день в девять часов)
- Мала кундун батышы: Повесттер жана ангемелер. — Фрунзе: Кыргызстан, 1983. — 236 б. (рус. Закат розового солнца)

на русском языке
Источник — каталоги РГБ
- Борбиев Э. В четверг, после дождя : [Повести и рассказы] (рус.). — Фрунзе : Кыргызстан, 1981. — 261 с.
- Борбиев Э. Закат розового солнца : Повести и рассказы (рус.). — Фрунзе : Кыргызстан, 1983. — 235 с.
- И фильмы начинаются со слов… : Киносценарии (рус.) / [Сост. и авт. послесл. Э. Борбиев]. — Фрунзе : Адабият, 1990. — 254 с. — ISBN 5-660-00288-9 (Содерж.: Ночь перед Новым годом / М. Байджиев. Улыбка на камне / Э. Борбиев. В поисках невесты из племени нойгутов / М. Гапаров. Лунная ведьма / А. Джакыпбеков. Дела земные / К. Омуркулов. Простая жизнь бобо Амина / Б. Сарыгулов)
- Повести гор и степей : Рассказы, повести (рус.) / [Сост. Э. Б. Борбиев]. — Фрунзе : Кыргызстан, 1985. — 326 с.

Сценарии
- 1972 Солдатёнок (короткометражный, по одноимённому рассказу Ч. Айтматова)
- 1974 Улыбка на камне (кирг. Ташка баткан элестер)
- 1977 Цифры спорят (анимационный)
- 1982 Тринадцатый внук
- 1986 Голос сердца (документальный, Киргизтелефильм)[3]
- 1992 Будь, что будет
- «И ещё один радостный день»
- «кирг. Сыпайчи»
- «Автопоезд» (документальный)
- «Хроника суровых лет» (документальный)
- «Чингиз Айтматов» (документальный)
- кирг. Кыргызстандын кинолетописи (документальный)
- кирг. Сандардын чатагы («Цифры спорят»; первый киргизский мультфильм)

переводы
- Герман Ю., Фарфель С. Этих дней не смолкнет слава: Рассказы, взятые из истории гражданской войны. — Фрунзе: Киргизгосиздат, 1960. — 135 с.

## Награды и признание
- медаль «За доблестный труд. В ознаменование 100-летия со дня рождения В. И. Ленина»
- Заслуженный деятель искусств Киргизской ССР (1982)
- Почётные грамоты Верховного Совета Киргизской ССР, ЦК ВЛКСМ, Союза кинематографистов СССР.
- отличник кинематографии СССР